# اریک برکو
اریک برکو (انگلیسی: Erich Berko؛ زادهٔ ۶ سپتامبر ۱۹۹۴) بازیکن فوتبال اهل آلمان است.
از باشگاه‌هایی که در آن بازی کرده‌است می‌توان به باشگاه فوتبال اشتوتگارت اشاره کرد.
وی همچنین در تیم‌های ملی فوتبال جوانان آلمان، Germany national under-16 football team، و جوانان آلمان بازی کرده‌است.